# Kinugasa (Schiff)
Die Kinugasa (jap. 衣笠) war ein Schwerer Kreuzer der Kaiserlich Japanischen Marine im Zweiten Weltkrieg. Sie gehörte zur Aoba-Klasse. Benannt war sie nach dem Berg Kinugasa bei Yokosuka in Japan.

## Bau und Modernisierungen

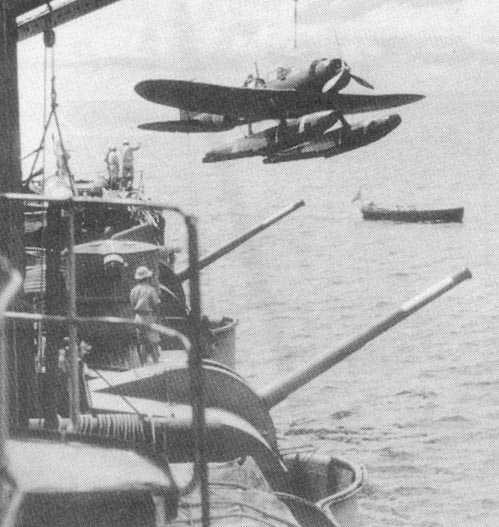
Ein Aichi-E13A-Aufklärungsflugzeug wird an Bord eines Kreuzers der Aoba-Klasse gehoben. Im Vordergrund sind zwei der vier 12-cm-Flugabwehrkanonen Modell „B2“ zu erkennen.

Die Kinugasa wurde auf der Werft von Kawasaki bei Kōbe im Oktober 1924 auf Kiel gelegt. Sie war als viertes Schiff der Furutaka-Klasse geplant, ihre Baupläne wurden aber, um Schwächen in der Konstruktion zu beseitigen, grundlegend überarbeitet, so dass sie gemeinsam mit der Aoba eine neue Schiffsklasse begründete. Augenfälligster Unterschied zur Furutaka-Klasse war die Beschränkung der Hauptgeschütztürme auf drei Zwillingstürme, während ihre Vorgänger mit sechs Einzeltürmen ausgerüstet waren.
Zwischen 1938 und 1940 ging sie erneut in die Werft. Sie erhielt eine verstärkte Flugabwehrbewaffnung und der Brückenaufbau wurde umgebaut, um neue Feuerleitsysteme unterzubringen. Sie erhielt ebenfalls Torpedowülste, die den Rumpf verbreiterten. Ein Katapult zum Start von Wasserflugzeugen wurde auf dem Aufbau zwischen Turm C und dem Schornstein montiert. Die Kinugasa konnte in der zweiten Hälfte des Pazifikkrieges bis zu zwei Flugzeuge vom Typ Aichi E13A mitführen.

## Einsatzgeschichte

### Pazifik
Zu Beginn des Pazifikkrieges hatte die Kinugasa als Teil der 6. Kreuzerdivision die Aufgabe, verschiedene Landungsunternehmungen japanischer Truppen zu unterstützen. Darunter waren die Invasionen von Guam und Wake im Dezember 1941 sowie die Landungen auf Rabaul und Kavieng im Frühjahr 1942.

### Savo Island
Vizeadmiral Mikawa drang mit der Kinugasa und vier weiteren schweren Kreuzern am 8. August 1942 in den Sund vor Guadalcanal ein und geriet dort in ein Gefecht mit alliierten Kreuzern, die eine Gruppe von Transportschiffen bewachten. Die Kinugasa lief an dritter Stelle hinter dem Kreuzer Aoba und dem Flaggschiff Chōkai. Die japanische Flotte lief in Kiellinie, so dass das Unterscheiden von Freund und Feind in der Dunkelheit erleichtert wurde. Die japanischen Schiffe fügten den alliierten Verbänden schwere Verluste zu. Die Kinugasa wurde von zwei gegnerischen Granaten getroffen, von denen die 15,2-cm-Granate eines Zerstörers einen ihrer Maschinenräume beschädigte, während eine Granate der Vincennes ihre Backbord-Rudermaschine beschädigte.

### Cape Esperance
Während der Schlacht von Cape Esperance wurde die aus drei schweren Kreuzern und Begleitschiffen unter dem Kommando von Konteradmiral Gotō bestehende japanische Flotte am 11. Oktober 1942 von einem amerikanischen Flottenverband abgefangen. Die Amerikaner nutzten Radar, um die japanischen Schiffe zu orten und zu beschießen, während der japanische Kommandeur glaubte, irrtümlich von einer japanischen Flotte beschossen zu werden. Konteradmiral Gotō ordnete eine Wende in Richtung der Angreifer, nach steuerbord, an, um das vermeintliche Missverständnis aufzuklären. Er wurde auf der Brücke der Aoba tödlich verwundet und die Kreuzer Furutaka sowie Aoba erlitten schwere Schäden. Die Kinugasa brach nach backbord aus der japanischen Formation aus und griff zunächst die San Francisco und die Boise mit Torpedos an, die aber fehlgingen.
Als die Boise sich schließlich exponierte, indem die ihre Suchscheinwerfer einschaltete, wurde sie von der Kinugasa mit 20,3-cm-Granaten beschossen und erhielt im Vorschiff zwei verheerende Treffer, die einen Kartuschenbrand und einen Wassereinbruch verursachten, so dass 107 Bedienmannschaften in den vorderen Türmen und in den Munitionskammern des amerikanischen Kreuzers verbrannten. Anschließend zog sich die Boise zurück, während die Kinugasa und die Salt Lake City sich gegenseitig noch einige Zeit beschossen. Der amerikanische Schwere Kreuzer erhielt zwei Treffer, die aber, abgesehen von einem Brand der die elektrischen Systeme beschädigte, keinen nennenswerten Effekt hatten. Die Kinugasa selbst erhielt vier Treffer, die aber lediglich zwei ihrer Beiboote beschädigten.

### Seeschlacht von Guadalcanal
Bereits am 15. Oktober drang sie gemeinsam mit der Chōkai in die Meerenge zwischen Guadalcanal und Nggela vor und beschoss den amerikanischen Flugplatz Henderson Field. Beide Kreuzer verschossen dabei 752 20,3-cm-Granaten. Die Kinugasa sicherte in den folgenden Wochen Truppentransporte nach Guadalcanal.
Am 13. November lief sie schließlich als Teil der Kreuzergruppe von Vizeadmiral Mikawa von Shortland in Richtung Guadalcanal aus. Maya und Suzuya sollten den amerikanischen Flugplatz beschießen, während Kinugasa und Chōkai die Operation absicherten. Nachdem die beiden Kreuzer der Beschießungsgruppe 30 Minuten lang das Flugfeld bombardiert hatten, zog sich die gesamte Flotte ab 2:00 Uhr wieder in Richtung Shortland zurück. Die Amerikaner schickten zwar Schiffe, um die Flotte abzufangen, die beiden entsandten Schlachtschiffe trafen jedoch zu spät ein, waren aber in der nächsten Nacht zur Stelle, um eine weitere japanische Beschießungsgruppe abzufangen.

### Ende
Die Kinugasa wurde auf dem Rückmarsch am Morgen des 14. November um 8:30 Uhr von Sturzkampfbombern und Torpedobombern angegriffen, die von Henderson Field und vom Flugzeugträger Enterprise gestartet waren. Sie wurde von einer 500-lb.-(227-kg)-Bombe vor der Brücke getroffen und durch mehrere Nahtreffer und bis zu vier Torpedotreffer am Unterwasserschiff beschädigt. Die durch die Wassereinbrüche verursachte Schlagseite nach Backbord konnte aber bei 10° stabilisiert werden und auch die Brände, die an Deck ausgebrochen waren, konnten innerhalb einer Stunde gelöscht werden. Allerdings waren ihr Kommandant und der Erste Offizier durch den Bombentreffer nahe der Brücke getötet worden.
Ein zweiter Angriff durch drei amerikanische Bomber und weitere Nahtreffer führten letztlich zu weiteren Schäden am Rumpf und zum Ausfall der Maschinen und der Ruderanlage. Progressive Flutungen konnten nicht gestoppt werden und es wurde der Befehl gegeben, das Schiff zu verlassen. Das Schiff kenterte gegen 11:22 Uhr. 511 Seeleute waren ums Leben gekommen.
Über die genaue Position des Wracks der Kinugasa ist nichts bekannt. Sie sank rund 15 Seemeilen südwestlich der Insel Rendova bei 8° 45′ S, 157° 10′ O.

## Liste der Kommandanten
| Nr. | Name                                | Beginn der Amtszeit | Ende der Amtszeit  | Bemerkungen                                                    |
| --- | ----------------------------------- | ------------------- | ------------------ | -------------------------------------------------------------- |
| 1.  | Kapitän zur See Tamura Shigehiko    | 30. September 1927  | 10. März 1928      | seit 1. Februar 1927 mit der Baubelehrung betraut              |
| 2.  | Kapitän zur See Iwamura Kanekot     | 10. März 1928       | 10. Dezember 1928  |                                                                |
| 3.  | Kapitän zur See Kitagawa Kiyoshi    | 10. Dezember 1928   | 1. November 1929   |                                                                |
| 4.  | Kapitän zur See Otagaki Tomisaburo  | 1. November 1929    | 1. Dezember 1930   |                                                                |
| 5.  | Kapitän zur See Somekawa Keizo      | 1. Dezember 1930    | 1. März 1931       |                                                                |
| 6.  | Kapitän zur See Shibuya Shoji       | 1. März 1931        | 14. November 1931  |                                                                |
| 7.  | Kapitän zur See Osaki Yoshio        | 14. November 1931   | 1. Dezember 1932   |                                                                |
| 8.  | Kapitän zur See Tange Kunji         | 1. Dezember 1932    | 15. November 1933  |                                                                |
| 9.  | Kapitän zur See Sakamoto Ikuta      | 15. November 1933   | 15. November 1934  |                                                                |
| 10. | Kapitän zur See Takeda Moriji       | 15. November 1934   | 15. November 1935  |                                                                |
| 11. | Kapitän zur See Hatakeyama Koichiro | 15. November 1935   | 1. April 1937      |                                                                |
| 12. | Kapitän zur See Matsunaga Jiro      | 1. April 1937       | 1. Dezember 1937   |                                                                |
| 13. | Kapitän zur See Matsuyama Mitsuharu | 1. Dezember 1937    | 3. Juni 1938       |                                                                |
| -   | Kapitän zur See Hirose Sueto        | 3. Juni 1938        | 15. Juni 1938      | Kommandant der Aoba, mit der Wahrnehmung der Geschäfte betraut |
| 14. | Kapitän zur See Sato Tsutomu        | 15. Juni 1938       | 15. November 1939  |                                                                |
| 15. | Kapitän zur See Nanba Sukenobu      | 15. November 1939   | 25. September 1940 |                                                                |
| 16. | Kapitän zur See Kiyota Takahiko     | 25. September 1940  | 20. August 1941    |                                                                |
| 17. | Kapitän zur See Sawa Masao          | 20. August 1941     | 14. November 1942  | mit dem Schiff untergegangen                                   |